# Nietoperek (kolonia wsi)
Nietoperek (Kolonia Nietoperska) – kolonia wsi Nietoperek w Polsce, położona w województwie lubuskim, w powiecie międzyrzeckim, w gminie Międzyrzecz. Wchodzi w skład sołectwa Nietoperek.
W latach 1975–1998 kolonia administracyjnie należała do województwa gorzowskiego.

## Miejscowości o nazwie Nietoperek w gminie Międzyrzecz
W gminie Międzyrzecz istnieją: 1 wieś (miejscowość podstawowa), 1 kolonia wsi oraz 1 osada leśna wsi (integralne części miejscowości), o nazwie Nietoperek. Niniejszy artykuł dotyczy kolonii wsi Nietoperek o nazwie Nietoperek, która posiada identyfikator SIMC 0184193. Wieś Nietoperek posiada identyfikator SIMC 0184170. Natomiast osada leśna wsi Nietoperek o nazwie Nietoperek posiada identyfikator SIMC 0184201.